# Barbara Krafft

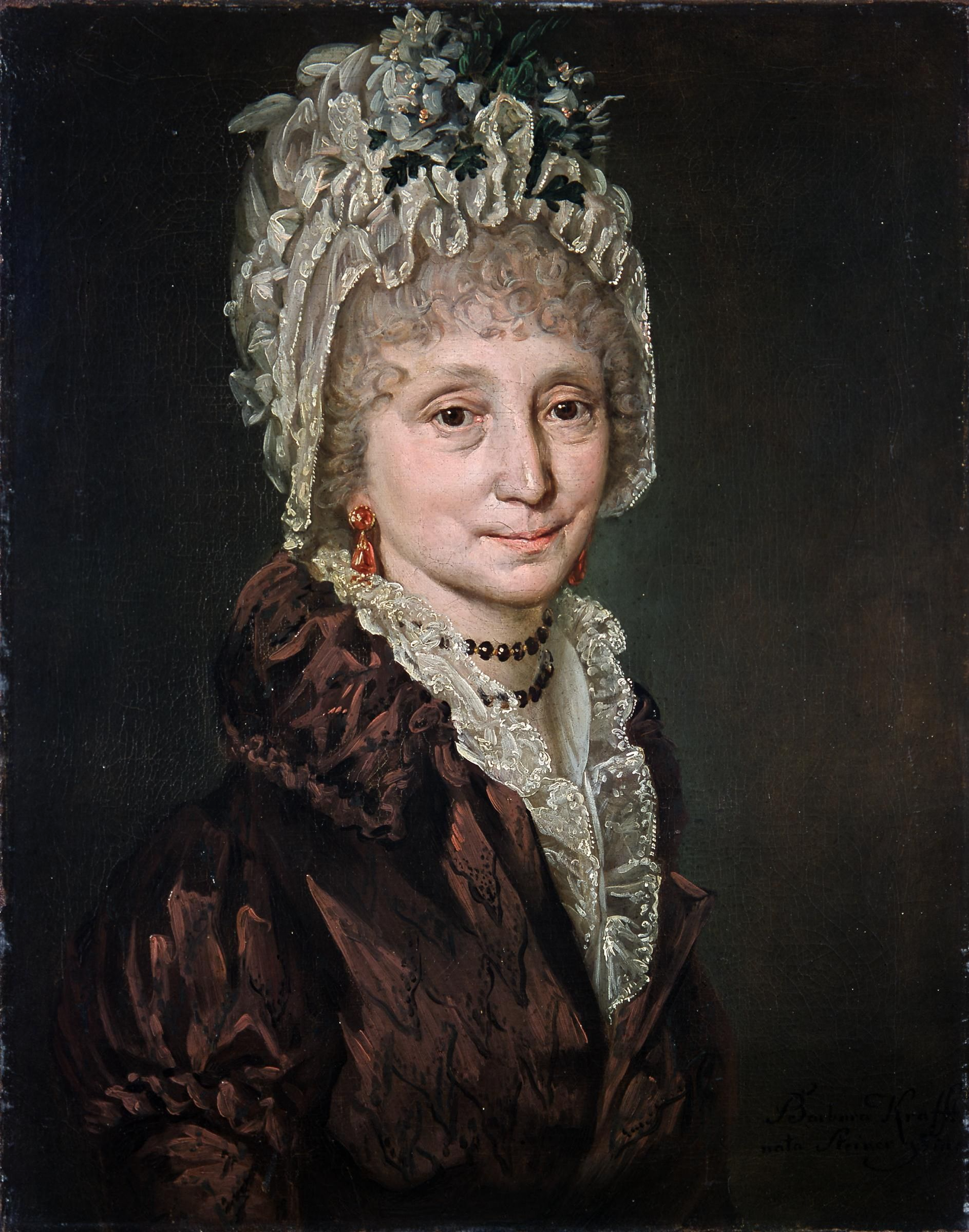
Barbara Krafft Selbstporträt (etwa 1805)

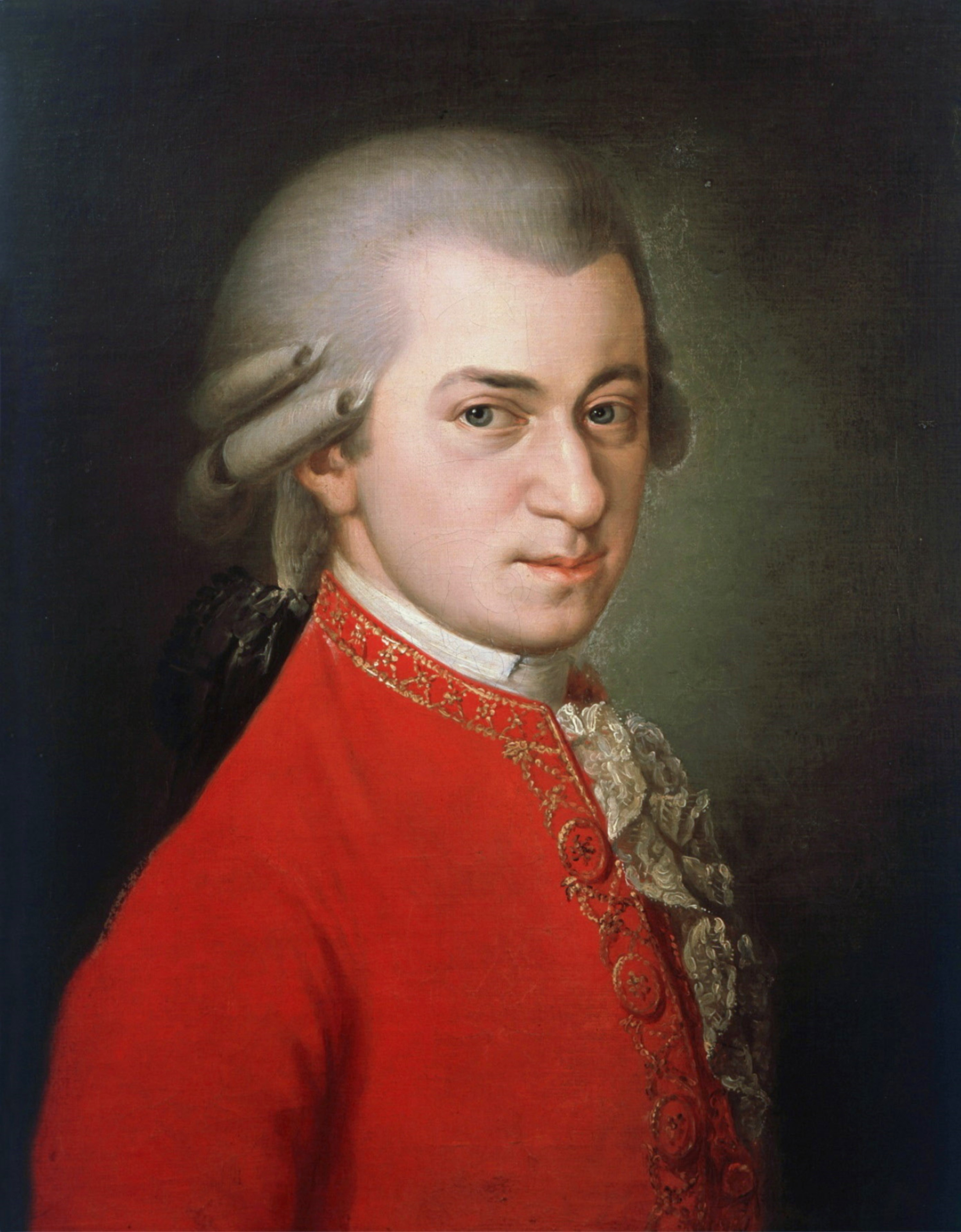
Barbara Kraffts Bildnis von Wolfgang Amadeus Mozart

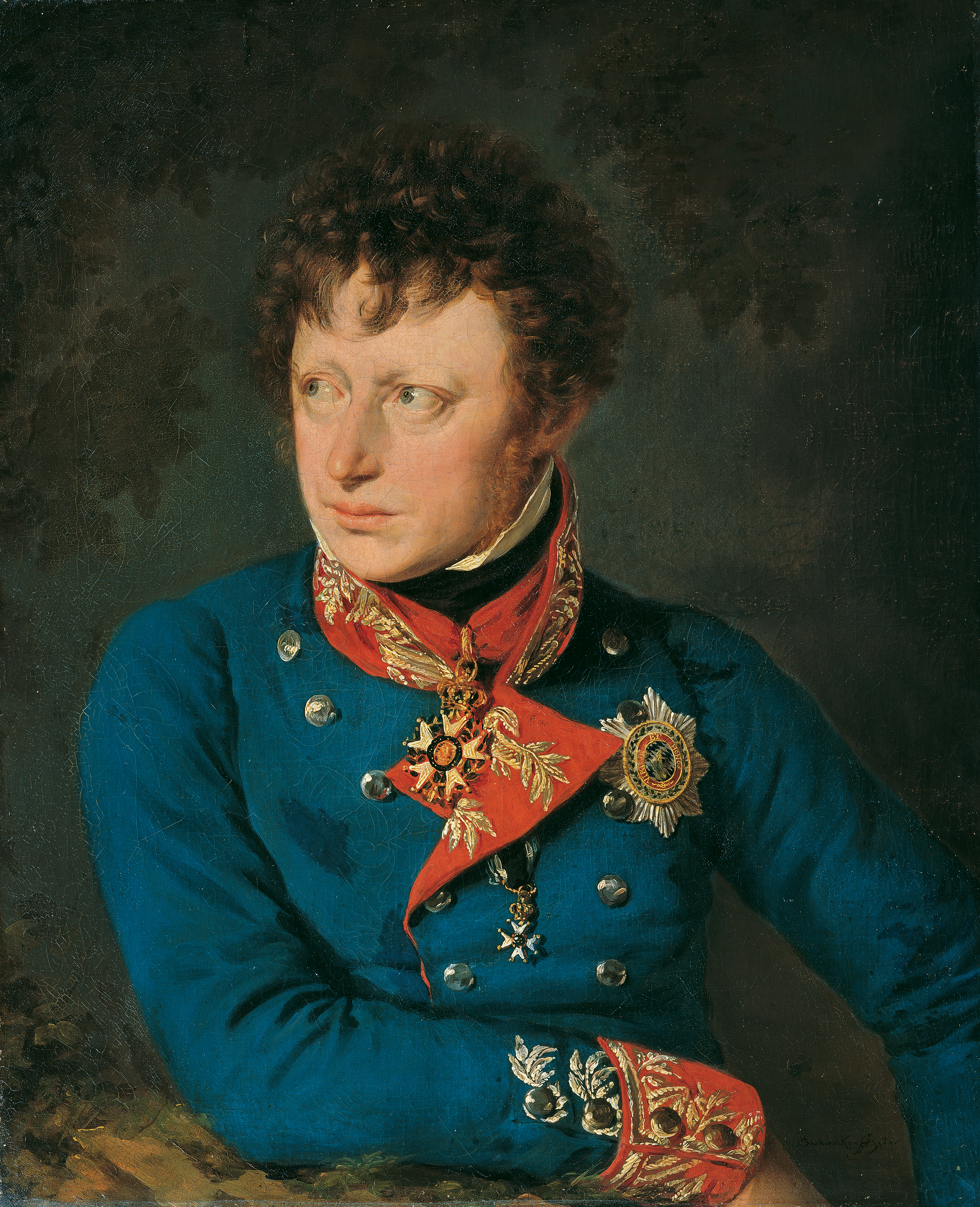
Porträt des Generals Clemens von Raglovich

Barbara Krafft (eigentlich Kraft), geborene Steiner (* 1. April 1764 in Iglau; † 28. September 1825 in Bamberg), war eine österreichische Malerin.

## Leben
Barbara Krafft wurde als Tochter des österreichischen k. k. Hofmalers Johann Nepomuk Steiner in Iglau geboren, wo der Vater herstammte und arbeitete. Barbara erhielt von ihrem Vater Malunterricht und übersiedelte gemeinsam mit ihm nach Wien, wo sie 1786 ihr erstes Bild ausstellte, allgemein Anklang als Porträtmalerin fand und Mitglied der Wiener Kunstakademie wurde.
Nach der Eheschließung mit dem Apotheker Josef Krafft (eigentlich Kraft) wurde 1792 ihr Sohn Johann August Krafft geboren, der später in München als Lithograf tätig war. Nach einigen Jahren in Wien übersiedelte sie zunächst nach Salzburg und ging dann über Iglau nach Prag, wo sie bis 1803 blieb. In Prag führte sie ebenfalls zahlreiche Porträt-Aufträge aus. Von 1803 bis 1821 lebte sie in Salzburg. Ihre letzten Jahre verbrachte sie bis zu ihrem Tod mit 61 Jahren in Bamberg.

## Leistung
Barbara Krafft gehörte stilmäßig der Empfindsamkeit und dem Klassizismus an. Die Künstlerin war zu ihrer Zeit eine der gesuchtesten und vielbeschäftigsten Porträtmalerinnen. Allein in den letzten vier Jahren in Bamberg schuf sie 145 Bildnisse. Durch die große Zahl ihrer Bilder ist die sorgfältige Ausführung nicht bei allen ganz gegeben, dennoch ist sie Kunstkennern zufolge zu Unrecht heute weitgehend vergessen.
Am bekanntesten ist heutzutage ihr Bildnis von Wolfgang Amadeus Mozart, das sie 1819, 28 Jahre nach Mozarts Tod, im Auftrag Joseph Sonnleithners nach Angaben von Mozarts Schwester Maria Anna und in deutlicher Anlehnung an 'das grosse Familiengemälde' anfertigte, das lange Johann Nepomuk della Croce zugeschrieben wurde, was jüngere Forschung aber verneint. Kraffts Gemälde ist heute eines der am häufigsten reproduzierten Bildnisse Mozarts.
Barbara Krafft schuf nicht nur Porträts, sondern auch Altarbilder und Genredarstellungen, die Einflüsse des Niederländers Gerrit van Honthorst aufweisen. Kunstexperten zufolge verdient ihre Farbbehandlung besondere Beachtung.

## Werke (Auswahl)
- Die Familie Anton von Marx (Wien, Österreichische Galerie Belvedere), 1803, Öl auf Leinwand
- Der bayerische Generalleutnant Clemens Freiherr von Raglovich (Wien, Österreichische Galerie, Inv. Nr. 1642), um 1813, Öl auf Leinwand
- Bildnis von Wolfgang Amadeus Mozart (Wien, Gesellschaft der Musikfreunde), 1819